# Qualificazioni al campionato mondiale di calcio 2010 - CAF - Seconda fase, gruppo 7

## Classifica
| Paese          | P.ti | G | V | P | S | GF | GS | DR |
| -------------- | ---- | - | - | - | - | -- | -- | -- |
| Costa d'Avorio | 12   | 6 | 3 | 3 | 0 | 10 | 2  | +8 |
| Mozambico      | 8    | 6 | 2 | 2 | 2 | 7  | 5  | +2 |
| Madagascar     | 6    | 6 | 1 | 3 | 2 | 2  | 7  | -5 |
| Botswana       | 5    | 6 | 1 | 2 | 3 | 3  | 8  | -5 |

- La  Costa d'Avorio e il  Mozambico passano alla fase finale.

## Risultati

### Primo turno
| Gaborone 31 maggio 2008, ore 15:00 | Botswana         | 0 – 0 referto | Madagascar | National Stadium (11.087 spett.)\| Arbitro: \| Wellington Kaoma \| |
| Arbitro:                           | Wellington Kaoma |               |            |                                                                    |

| Arbitro: | Ahmed Auda |

|           |           |  |
| Cissé 75’ | Marcatori |  |

### Secondo turno
| Arbitro: | Mbongseni Fakudze |

|          |           |                          |
| Miro 60’ | Marcatori | 30’ Selolwane 82’ Mafoko |

| Antananarivo 8 giugno 2008, ore 14:30 | Madagascar           | 0 – 0 referto | Costa d'Avorio | Stade Municipal de Mahamasina (15.000 spett.)\| Arbitro: \| Jean Claude Labrosse \| |
| Arbitro:                              | Jean Claude Labrosse |               |                |                                                                                     |

### Terzo turno
| Arbitro: | Muhmed Ssegonga |

|               |           |           |
| Selolwane 25’ | Marcatori | 65’ Méïté |

| Arbitro: | Abdul Basit Ebrahim |

|                             |           |           |
| Mamihasindrahona 91’ (rig.) | Marcatori | 33’ Darìo |

### Quarto turno
| Arbitro: | Kacem Bennaceur |

|                                     |           |  |
| Sanogo 16’ Zokora 22’ Cissé 46’ 70’ | Marcatori |  |

| Arbitro: | Eddy Maillet |

|                                          |           |  |
| Tico-Tico 23’ Carlitos 52’ Domingues 64’ | Marcatori |  |

### Quinto turno
| Arbitro: | Rajindraparsad Seechurn |

|                   |           |  |
| Rabemananjara 24’ | Marcatori |  |

| Arbitro: | Abdellah El Achiri |

|          |           |                 |
| Miro 56’ | Marcatori | 48’ Bakari Koné |

### Sesto turno
| Arbitro: | Cheikh Ahmed Tidiane Seck |

|  |           |           |
|  | Marcatori | 6’ Genito |

| Arbitro: | Mohamed Benouza |

|                             |           |  |
| Sanogo 41’ 55’ S. Kalou 65’ | Marcatori |  |